# ヴォルフガング・ファルク
ヴォルフガング・ファルク（Wolfgang Falck、1910年8月19日 - 2007年3月13日）は、第二次世界大戦時のドイツ空軍のエース・パイロットである。ファルクはドイツの夜間戦闘機防衛網を組織した主要人物の中の一人で「夜間戦闘機隊の父」と呼ばれたが、総撃墜機数の7機は、すべて昼間戦闘によるものであった。

## 軍歴
ヴォルフガング・ファルクは1931年4月7日にシュライスハイムのドイツ運輸飛行士学校（Deutsche Verkehrsfliegerschule）でパイロットとしての訓練を始めた。その他の29名の訓練生と共に「31同志」（Kameradschaft 31）、略して「K 31」と呼ばれた。「K 31」の中にはハンネス・トラウトロフトやギュンター・リュッツオウがいた。1932年2月19日に運輸飛行士学校を卒業し、1933年2月に将校訓練のためにドレスデンの歩兵学校に入校して1934年10月に少尉に任官した。1935年3月にファルク少尉はシュライスハイムのドイツ運輸飛行士学校の戻り教官となり、1936年4月に中尉に昇進してユーターボーク＝ダムに駐屯する第132戦闘航空団（JG 132）'リヒトホーヘン'に第5飛行中隊の中隊長として配属された。1938年7月にフュルステンヴァルデの新たなJG 132/第8飛行中隊の中隊長に任命された。この新しい部隊は後に第76駆逐航空団（ZG 76）/第I飛行隊に改称され、メッサーシュミット Bf 110「駆逐」戦闘機を装備した。
ファルクはクラウス・フォン・シュタウフェンベルクの友人の一人であり、ヒトラー暗殺計画後にゲシュタポから疑惑の目で見られるようになった。

### 前線任務

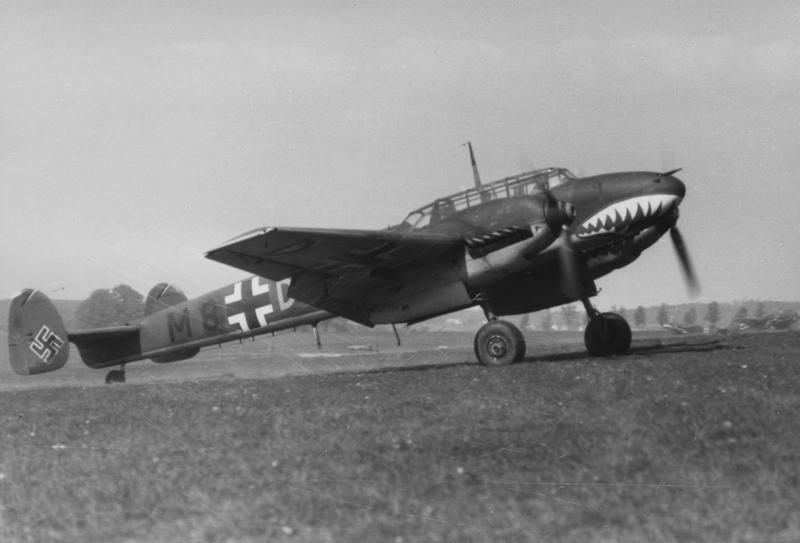
ZG 76所属のメッサーシュミット Bf 110駆逐戦闘機

ポーランド侵攻でファルクはZG 76/第2飛行中隊を率いてシュレージエンのオーラウから出撃し、ポーランド空軍機を3機撃墜した。その後この部隊は北部沿岸やドイツ海軍基地防衛のためにイェファーへ移動した。1939年12月18日にファルクはヴィルヘルムスハーフェン攻撃に飛来したビッカース ウェリントン双発爆撃機を2機撃墜したが、敵爆撃機からの反撃でエンジンに被弾して不時着を余儀なくされた。1940年2月にファルク大尉はデュッセルドルフに駐屯する第1駆逐航空団（ZG 1）/第I飛行隊の飛行隊長に任命され、飛行隊は4月にバルト海沿岸に移動した。4月9日にファルクは部隊を率いてデンマーク侵攻に参戦し、ファルク自身は7機目（そして最後となる）の戦果となるVærløseから離陸したデンマークのフォッカー C.Vを撃墜した。
デンマーク北部のオールボーに駐屯している期間にファルクが夜間迎撃に関する戦術評価報告書を準備し始めたことで、ZG 1/第I飛行隊がフランス侵攻作戦に参加した後でアルベルト・ケッセルリンク将軍はファルクに部隊をデュセルドルフへ移動させて夜間戦闘任務用に再構築するように命じた。

### 夜間戦闘機部隊の父
ファルク少佐は1940年6月に最初の夜間戦闘専門部隊である第1夜間戦闘航空団（NJG 1）の指揮官となり、10月に騎士鉄十字章を受勲した。以後3年に渡りNJG 1の指揮を執りつつ、効果的な夜間戦闘機戦力を育てたヨーゼフ・カムフーバー将軍に協力した。
1943年7月にファルクは大佐に昇進し、空軍指揮幕僚監部（Luftwaffenführungsstab）のカムフーバーの代理として参謀本部へ異動した。その後ベルリンへ送り込まれ、中部航空司令部（Luftwaffenbefehlshaber Mitte）の本土防衛用昼夜間戦闘機隊総監に任命された。
ファルクは1944年6月からパンチェヴォに拠点を置く「バルカン戦闘航空兵指導官」（Jagdfliegerführer Balkan）に任命され、その後間もなく全ての空軍訓練学校を統括する航空兵訓練総監（General Flieger-Ausbildung）に就任した。
1945年3月にファルクはラインラントに駐留する戦闘機部隊の指揮を任せられたが、3月3日にバイエルン州でアメリカ軍の捕虜となったことでこの役割を果たすことはなかった。

## 戦後の履歴
1945年6月に釈放されるとファルクは農業、薬剤会社の従業員、イギリス陸軍の第47王立工兵連隊（the 47th Royal Engineers）で物資管理部門の文官といった様々な仕事に就いた。夜学に通い経営について学んだことがトランプ販売事業に役立った。
1961年にファルクはノースアメリカン社から航空事業コンサルタントの地位への招聘を受け、1966年にはマクドネル・ダグラス社に入社した。
1986年に仕事から引退するとオーストリアのザンクト・ウルリッヒに居住した。ファルクは戦後も数多くの飛行クラブのメンバーとして飛行することを続けた。

### ドキュメンタリー
1997年にファルクは、ドキュメンタリー番組『The Nazis: A Warning from History』（ナチス：歴史からの警鐘）の最後の章『Fighting to the end』に出演し、戦況に有利な状況が消し去られ何の望みも無くなった戦争末期において何が戦闘継続の動機となったかを他数名の退役軍人と共に説明した。ファルク自身は本土防衛戦での夜間戦闘航空団（Nachtjagdgeschwader）の士気について語った。

## 受勲
- 鉄十字章（1939）
  - 2級
  - 1級
- 騎士鉄十字章（1940年10月1日）：第1夜間戦闘航空団（NJG 1）の戦闘航空団司令の少佐として[1]

## 参照
出典
1. ↑  Scherzer 2007, p. 302.

参考文献
- Braatz, Kurt (2005). Gott oder ein Flugzeug - Leben und Sterben des Jagdfliegers Günther Lützow. NeunundzwanzigSechs Verlag. ISBN 3-9807935-6-7.
- Falck, Wolfgang (2003). Falkenjahre. NeunundzwanzigSechs Verlag. ISBN 3-9807935-2-4.
- Fellgiebel, Walther-Peer (2000). Die Träger des Ritterkreuzes des Eisernen Kreuzes 1939–1945. Friedburg, Germany: Podzun-Pallas. ISBN 3-7909-0284-5.
- Obermaier, Ernst (1989). Die Ritterkreuzträger der Luftwaffe Jagdflieger 1939–1945 (in German). Mainz, Germany: Verlag Dieter Hoffmann. ISBN 3-87341-065-6.
- Scherzer, Veit (2007). Die Ritterkreuzträger Die Inhaber des Ritterkreuzes des Eisernen Kreuzes 1939 von Heer, Luftwaffe, Kriegsmarine, Waffen-SS, Volkssturm sowie mit Deutschland verbündeter Streitkräfte nach den Unterlagen des Bundesarchives (in German). Jena, Germany: Scherzers Miltaer-Verlag. ISBN 978-3-938845-17-2.